# Cas royaux
Les cas royaux étaient, à l'époque de l'Ancien Régime en France, l'ensemble des cas de justice relevant directement de la juridiction du roi de France. C'était un ensemble disparate d'abus, de délits, de crimes, etc., que le pouvoir royal s'est efforcé de reprendre aux justices seigneuriales ou aux juridictions royales subalternes.

## Histoire des Cas royaux
Toute la justice dans le royaume était rendue au nom du roi. L'institution royale s'attacha particulièrement à ce que le système judiciaire défende au mieux les intérêts du roi lui-même, et de la couronne. Les cas de justice liés notamment aux finances était principalement ceux que la juridiction royale retenait à elle, et déchargeant progressivement les tribunaux, les jugeait au Parlement de Paris ou en séance du Grand Conseil.
Cette distinction du droit pénal est ancienne, trouvant une antériorité par exemple dans l'existence de cas ducaux quand la Bretagne était un duché. Ce n'est qu'en 1670, qu'une ordonnance criminelle précise en extension leur nature, dans son article XI, après la confirmation de l'exclusivité de la compétence des sénéchaussées dans ces cas : Nos Baillis, Sénéchaux, et Juges Présidiaux connaitront privativement à nos autres Juges, et à ceux des Seigneurs, des cas Royaux, qui sont : le crime de lèse-majesté en tous les chefs, sacrilège avec effraction, rébellion aux mandements émanez de Nous ou de nos Officiers, la police pour le port des armes, assemblées illicites, séditions, émotions populaires, force publique, la fabrication, l’altération ou l’exposition de fausse monnoye, correction de nos Officiers, malversations par eux commises en leurs Charges, crime d’hérésie, trouble public fait au service divin, rapt, et enlèvement de personnes par force et violence, et autres cas expliquez par nos ordonnances et Règlements.  (Titre I : de la compétence des juges).
Le caractère imprécis ou très extensible de ce que l'autorité royale entendait par cette expression ne facilitait pas l'application de la loi édictée. De plus, cela exposait constamment la compétence réservée à la sénéchaussée aux empiètements, volontaires ou non, de la part des officiers des justices seigneuriales du ressort.
Pour rappeler leurs prérogatives, les juges de la sénéchaussée de Lannion recensent à l'occasion d'une de leurs requêtes au parlement de Bretagne les principaux objets entrant, selon leur pratique, dans le cadre des cas royaux :
« Les cas royaux consistent au civil dans l'exécution des ordonnances édits et déclarations du Roi, mandements et arrêt du Conseil, et du parlement, réception d'officiers royaux comme huissiers, sergents, notaires, maires et procureurs du Roi, syndics des communautés, syndics des paroisses, greffiers des rolles et vérificateurs, receveurs, directeurs et contrôleurs des affaires du Roi, médecins et chirurgiens jurés au rapport des procès verbaux, receveurs des décîmes, économe des biens ecclésiastiques, greffiers des insinuations et tous autres officiers royaux, la connaissance des privilèges et exemptions des officiers royaux et autres, la réception du serment des marchands faisant commerce de grains, la connaissance des procès, fraudes, contraventions aux fermes et recouvrements des droits du Roi ou de la province, la connaissance générale des causes et affaires qui concernent les Églises et le général des paroisses, ou leurs droits et recouvrement de leurs revenus, legs et fondations, comptes de fabrique, tailles, fouages, subsides, et impositions sur icelles, la connaissance du franc-fief, ban et arrière ban, visitation des ponts, chemins et passages, la connaissance des vérifications de toutes lettres de chartes, édits foires et marchés, affranchissements, répits à un ou cinq ans, imposition et levées de deniers et contravention à l'exécution d'icelle, la connaissance des prééminences droits honorifiques et fondations dans les Églises, portions congrues des recteurs et curés, réparations, construction et réédification des Églises, presbytères, abbayes, et prieurés, scellés et inventaires des archives desdites Églises, paroisses, abbayes et prieurés, et généralement en tous autres de pareilles nature. » 